# 阿拉什 (Fate)
阿拉什是電子遊戲《Fate/Grand Order》的出場角色，是波斯傳說中俾什達迪王朝的英雄弓箭手。当中以「自爆弓」、「Stella」、「大英雄」而闻名。角色设计由Black担任，而鹤冈聪担任角色配音。阿拉什除了在《FGO》中登场外，亦在《Fate/Prototype 蒼銀的碎片》中也有登场。

## 登场

### Fate/Prototype
阿拉什是个优秀的弓兵，被Saber称赞其“本领可与圆桌骑士之一的崔斯坦卿媲美” 。Master是日德混血的女魔术师艾尔莎·西条，在Archer与Lancer的首战后与Archer来到东京西部的奥多摩山区侦察伊势三一族的据点，但遭遇沙条爱歌与Saber。Master被爱歌的精神攻击击溃后，Archer的控制权也落在爱歌手上。之后与Saber、Lancer共同围攻Berserker，被Rider宣战并指定在限定时间内来到其神殿内决战。在东京湾大决战中，与Saber一起释放宝具“流星一条”（Stella）并在受到Master三划令咒的强化后，对准大神殿发出全力一击将Rider击败。但自己也因宝具的副作用而灵核破碎，与Saber短暂交谈并寄托其某些事物后消逝。死后灵体在圣杯中与Saber会面，并鼓励及帮助他打败Beast。但灵体最终未能返回英灵之座，被Beast污染，并成为爱歌在第二次圣杯战争中对付绫香的傀儡。

### Fate/Grand Order
在手机游戏《Fate/Grand Order》中初次出现在主线中是第六特异点神圣圆桌领域卡美洛。在剧情中，阿拉什是作为协助哈桑一方守护东村的自立从者。在莫德雷德入侵时，阿拉什与其战斗得难解难分。当莫德雷德试图自爆时，阿拉什射穿其胳膊并劝止其自爆意图，随后与其约定再战。此后，圆桌军大举进攻村庄的战斗中，阿拉什在一对多的情况下完全承受狮子王一方的兰斯洛特的宝具“缚锁全断·过重湖光”，即使如此，他也没有死去。面对即将毁灭村庄的圣枪一击，他使用宝具“流星一条”将其反击，最终成功守住村庄，但自己却消失了。咒腕之哈桑称阿拉什是为这片土地上相遇的最伟大的盟友。
除此自外，阿拉什也有出现在电影版《劇場版 Fate/Grand Order -神聖圓桌領域卡美洛-》以及舞台剧《Fate/Grand Order The Stage -神圣圆桌领域卡美洛-》，舞台剧的阿拉什由西川俊介饰演。

### 东京奥运
台湾射箭团体22岁运动选手邓宇成于2021年的东京奥运上因引用阿拉什宝具「Stella」台词，而造成全球热议并被调侃成「台湾阿拉什」。

## 评价
褐色皮肤系男性角色中排名名列前茅同时也是多数玩家喜爱使用的低阶角色之一。

## 外部連結
- 阿拉什 （页面存档备份，存于） - Mooncell
- 官方网站 （页面存档备份，存于）（日語）